# 4Flusher
『4Flusher』（フォーフラッシャー）は、スガシカオの4枚目のオリジナルアルバム。2000年10月25日発売。

## 概要
- 初めて、バンド形態をレコーディングに採用した作品である [1]。

## 収録曲
| 全作詞・作曲: スガシカオ、全編曲: スガシカオ 。 |                                                     |            |            |      |
| #                                               | タイトル                                            | 作詞       | 作曲・編曲 | 時間 |
| 1.                                              | 「かわりになってよ」                                | スガシカオ | スガシカオ | 3:49 |
| 2.                                              | 「性的敗北」                                        | スガシカオ | スガシカオ | 3:08 |
| 3.                                              | 「ミートソース」                                    | スガシカオ | スガシカオ | 4:27 |
| 4.                                              | 「AFFAIR」                                          | スガシカオ | スガシカオ | 4:04 |
| 5.                                              | 「波光」                                            | スガシカオ | スガシカオ | 3:34 |
| 6.                                              | 「ドキュメント2000〜the sweetest day of my life〜」 | スガシカオ | スガシカオ | 4:04 |
| 7.                                              | 「SPIRIT」                                          | スガシカオ | スガシカオ | 5:13 |
| 8.                                              | 「そろそろいかなくちゃ」                            | スガシカオ | スガシカオ | 4:02 |
| 9.                                              | 「たとえば朝のバス停で」                            | スガシカオ | スガシカオ | 4:16 |
| 10.                                             | 「青白い男」                                        | スガシカオ | スガシカオ | 3:32 |
| 11.                                             | 「木曜日、見舞いにいく（Album Mix）」               | スガシカオ | スガシカオ | 4:18 |
| 合計時間:                                       | 合計時間:                                           | 44:27      |            |      |

### 楽曲解説
1. かわりになってよ
2. 性的敗北
3. ミートソース
4. AFFAIR
  - 10thシングル「AFFAIR」収録
  - テレビ朝日系ドラマ『愛人の掟・あなたに逢いたくて』主題歌
5. 波光
  - フジテレビ系アニメ『ハチミツとクローバー』挿入歌
6. ドキュメント2000〜the sweetest day of my life〜
7. SPIRIT
  - 9thシングル「SPIRIT」収録
  - TBS系『世界・ふしぎ発見!』エンディングテーマ
8. そろそろいかなくちゃ
  - フジテレビ系アニメ『ハチミツとクローバー』挿入歌
9. たとえば朝のバス停で
10. 青白い男
11. 木曜日、見舞いにいく（Album Mix）
  - 9thシングル「SPIRIT」収録

## 演奏
- スガシカオ：Vocal, Chorus, Acoustic Guitars, Electric Guitars, Bass
- 森俊之：Keyboards & Brass Arrangement (#4.11)
- 中村文俊：Manipulation
- 間宮工：Acoustic Guitars & Electric Guitars (#4.8.10)
- 佐藤タイジ (THEATRE BROOK)：Electric Guitar (#3)
- 坂本竜太：Bass (#4)
- 松原秀樹：Bass (#6)
- 中村キタロー：Bass (#7)
- 沼澤尚：Drums (#3.4.6.7.9.10)
- 橋本航：Additional Drums (#1)
- 山本拓夫
  - Tenor Sax & Baritone Sax (#4.6.11)
  - Brass Arrangement (#6)
- 竹野昌邦：Tenor Sax (#6)
- 荒木敏男：Trumpet (#4.11)
- 村田陽一：Trombone (#4.11)
- 大滝裕子：Vocal, Chorus, Handclaps (#6)
- ヘルスエンジェルス (島畑哲哉、斉藤由典、米納慎一、宮崎耕、奥泉とおる)：Handclaps (#6)
- 篠崎正嗣ストリングス：Strings (#5)
- 萩田光雄：Strings Arrangement (#5)